# Silberstreifen-Panzerwels
Der Silberstreifen-Panzerwels (Brochis agassizii, Synonym: Corydoras agassizii) ist ein kleiner Süßwasserzierfisch der Gattung Corydoras. Er wird 5 bis 7 Zentimeter lang.

## Merkmale
Die Männchen sind etwas kleiner und intensiver gefärbt; die Rückenflosse ist höher und spitzer; die Weibchen werden etwas größer und haben eine vollere Bauchpartie.

## Ökologie

### Vorkommen
Der Silberstreifen-Panzerwels lebt in Flüssen und Bächen des tropischen Südamerika im Amazonasbecken, nahe den Grenzen von Peru und Brasilien.
Die Gewässer, in denen der Panzerwels vorkommt, weisen folgende Wasserwerte auf:
- einen pH-Wert von 6,5 bis 7,5
- einen dH-Wert von 2° bis 16°
- einen KH-Wert von 1° bis 12°
- und eine Temperatur von 22 °C bis 26 °C.

### Ernährung
Der Silberstreifen-Panzerwels ist allesfressend (omnivor). In der Aquaristik verwendet man zur Fütterung Mückenlarven, Wasserfloharten, Cyclops, Salinenkrebse, Enchyträen, Tubifex, Grindalwürmchen.

## Aquaristik
Die Tiere sind Schwarmfische und sollten bei Aquarienhaltung in Gruppen von mindestens acht Tieren gepflegt werden. Es sollte allerdings darauf geachtet werden, dass keine zu großen oder räuberischen Fische hinzugesetzt werden. Wichtig ist ein weicher, nicht scharfkantiger Bodengrund (Sand ist optimal), da sich die Tiere sonst die Barteln verletzen können. Er kann in Becken ab 100 l gehalten werden. Zudem ist es sehr empfehlenswert, dem Fisch genügend Raum zum Verstecken zu bieten (Felshöhlen, Wurzel, Pflanzen, Steine) um seinen natürlichen Lebensraum wiederzugeben. Ebenfalls wichtig ist eine konstante Temperatur und eine leichte Strömung.